# 莎伊
沙伊（Shai）或萨伊（Sai）、少數寫作谢伊（Shay），於希腊文中稱作普赛斯（Psais），是埃及神话中命运概念的神化。作为一个抽象的概念，并不特指某一性别。多数情况下沙伊被当作男性神，但有时也认为是一女性神，在此情况下沙伊又称为“Shait”（女性化的名字）。该名字反映了她的作用，即意指“注定”。
作为命运之神，据说他决定每个人生命的长短，并出现在对死者灵魂审判的地府—杜阿特（Duat）中。因此，他有时被认为是生育女神梅斯赫奈特（Mesenet）的丈夫。在随后的几年中，又变成了赋予灵魂之一—瑞恩（Ren）、受尊敬的命运女神列涅努忒（Renenutet）的丈夫。由于这一概念与权力紧密相联。阿肯那顿（Akhenaten）在引入一神论（Monotheism）时说，沙伊是阿顿（Aten）的一个属性，而拉美西斯二世（Ramses II）自称是沙伊的主人（即命运之主）。
在托勒密王朝（Ptolemaic Egypt）时期，沙伊作为一名命运之神，被认定是希腊神话中的预言之神—阿伽忒俄斯（Agathodaemon）。由于阿伽忒俄斯被认为是一条蛇，所以，在埃及语中，“沙伊”一词也就是“猪”。在古希腊时期，沙伊有时被描绘成一头蛇首猪，埃及古物学家所称的“沙伊兽”。